# 地球的肚臍
世界上有許多地方都被稱作地球的肚臍（英文：Navel of the World），其中包括自然景觀和富有文化价值的地區。在地理上，地球的肚臍可能是高於或低於附近地區，而附近較為平坦，或者是地球表面最低的地方。
在人類文化中，因為古代交通不方便，就將某些地方視為世界的中心，而用地球的肚臍稱呼，有時具有宗教上的意義。但並非世界的中心就代表地球的肚臍。

## 德爾斐
38°29′N 22°30′E / 38.483°N 22.500°E
德爾斐位於希臘，所有古希臘城邦共同的聖地，在埃斯庫羅斯（Eschyle）的《復仇神》（les Euménides）中指出，德爾斐是世界的中心。
據說宙斯曾經相反方向放出兩隻老鷹來測量大地，而它們相遇的地點就是德爾斐。人們在可能是老鷹相遇的地點也就是德爾斐的Adyton豎立了翁法洛斯（意指「大地肚臍」，事實上，在地中海地區的很多地方都豎有翁法洛斯）。
1987年被列入文化遺產。

## 死海
31°20′N 35°30′E / 31.333°N 35.500°E
死海位於約旦和以色列交界，其表面是地球上已露出陸地表面的最低點，湖面海拔負418公尺，同時也是世界上最深的鹹水湖，因此有「地球的肚臍」的稱呼。

## 乌鲁鲁巨石
25°20′S 131°02′E / 25.333°S 131.033°E

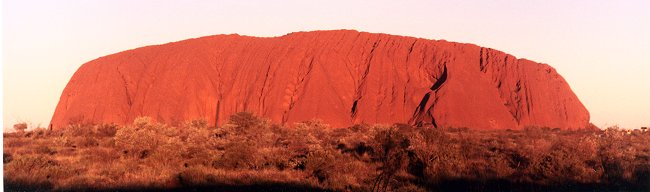
乌鲁鲁巨石有「地球的肚臍」之稱

乌鲁鲁巨石位于澳大利亚中部愛麗斯泉市西南方约463公里處，是世界上最大的单体岩石（英文：Monolith）之一，長3.6公里、寬2公里，高出周圍平地約384公尺，因而有「地球的肚臍」之稱。當地的原住民非常尊崇此巨石。
乌鲁鲁巨石于1987年被列入自然遺產，同年亦被列入文化遺產。
在日文小說《在世界的中心呼喊愛情》中，「世界的中心」就是指乌鲁鲁巨石。

## 復活節島
27°07′S 109°21′W / 27.117°S 109.350°W

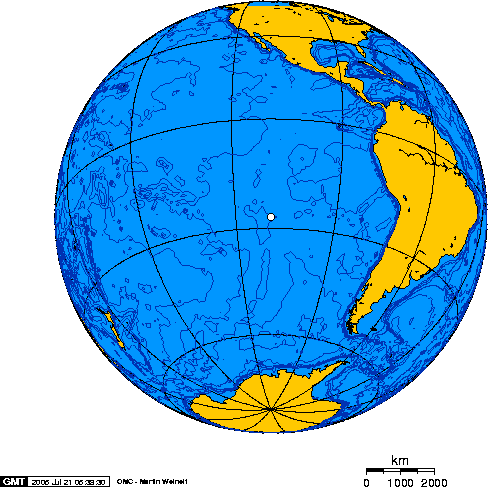
復活節島為海中孤島，被稱為「世界的肚臍」

復活節島位於智利首都聖地亞哥以西3700公里，大溪地以東4000公里的太平洋上，離最近有人定居的皮特開恩群島有2075公里，距離最近的島也有415公里，是標準的海上孤島，全島周長60公里，面積大約180平方公里。因為復活節島是附近唯一的陸地，因此當地人民稱這座島為Rapa Nui，也就是「世界的肚臍」。
1995年被列入文化遺產。

## 阿貢火山
8°20′S 115°30′E / 8.333°S 115.500°E
阿貢火山又稱峇里峰，是印尼峇里島的最高峰，海拔3142公尺，被當地人稱為「世界的肚臍」，而著名的百沙基陵廟就建在阿貢火山的山坡上，用來祭祀這座火山之神。

## 庫斯科
13°30′S 71°58′W / 13.500°S 71.967°W
庫斯科是秘魯東南方的城市，海拔3400公尺，是古老的印加帝國的搖籃，被安地斯山脈環繞，克丘亞語是「大地之臍」的意思，印加人相信他們帝國的中心就是在大地的中心位置上，而肚臍隱含世界中心意味。
1983年被列入文化遺產。